# K2-22b
K2-22b，或稱為EPIC 201637175 b，是一顆距離地球734光年的太陽系外行星，並以9.145872小時的極短周期環繞紅矮星K2-22。它的質量上限是445 M🜨，半徑為2.5 R🜨。K2-22b並未在克卜勒太空望遠鏡的K2任務測光中被觀測到，但是在光譜中發現了異常的光變曲線，並且該曲線與沙礫的譜線一致。而且從行星噴出的塵埃在行星前後形成了氣體尾，與太陽系中部份彗星的彗尾相似。
K2-22b的體積與質量被認為是熱木星，並且軌道半長軸距離母恆星只有0.0088天文單位，是距離母恆星最近的熱木星之一。